# Minimalismo: Menos es ahora
Minimalismo. Menos es ahora (en inglés: The Minimalists: Less Is Now) es un documental estadounidense dirigido y producido por Matt D'Avella, protagonizado por Joshua Fields Millburn y Ryan Nicodemus. Fue estrenado el 1 de enero de 2021.

## Contexto
El «Minimalismo. Menos es ahora.» (The Minimalists: Less Is Now.) muestra la idea de una vida mínima en el mundo moderno.
Los autores, blogueros y amigos Joshua Fields Millburn y Ryan Nicodemus han dados varias conferencias a través de los Estados Unidos y crearon un estilo de vida basado en sus propias autobiografías e inspirado en el menos es más del minimalismo. También publicaron varios libros, entre ellos el superventas Los minimalistas (en inglés: The minimalism) en 2000, y también realizaron este el primer documental de «Minimalismo. Un documental sobre las cosas importantes», que es posile ver en Youtube y luego en «Minimalismo. Menos es ahora» en 2021. Con más de 80 millones de visitas en Netflix.
A Joshua Fields Millburn y Ryan Nicodemus, que promueven un estilo de vida minimalista en el podcast Los Minimalistas, el educador T.K. Coleman se les unió como copresentador en agosto de 2022.

## Elenco
- Dan Harris autor
- Joshua Fields Millburn Los minimalistas
- Ryan Nicodemus Los minimalistas
- David Ramsey
- Annie Leonard
- Nadia Quezada
- Becca Shern
- Denaye Barahona
- Robbie Jean Arbott

“Como minimalista, creo que cada posesión debe servir a un propósito o aportarme alegría. Todo lo demás va fuera”.
 Joshua Fields, enero de 2021.